# 米罗斯拉夫·莫斯纳尔
米罗斯拉夫·莫斯纳尔（1968年8月10日—），斯洛伐克男子冰球运动员。他曾代表斯洛伐克国家队参加1998年冬季奥林匹克运动会冰球比赛，获得第10名。